# The Time Traveler's Wife
 (juillet 2022).
Si vous disposez d'ouvrages ou d'articles de référence ou si vous connaissez des sites web de qualité traitant du thème abordé ici, merci de compléter l'article en donnant les références utiles à sa vérifiabilité et en les liant à la section « Notes et références ».
The Time Traveler's Wife, ou Le temps n'est rien au Québec, est une série télévisée Américano-britannique en six épisodes d'environ 47 minutes créée et écrite par Steven Moffat, basée sur le roman Le temps n'est rien d'Audrey Niffenegger paru en 2003; dont une adaptation cinématographique intitulée Hors du temps a déjà été réalisée en 2009. La série a été diffusée entre le 15 mai et le 19 juin 2022 sur HBO.
En France, elle a été diffusée depuis le 16 mai 2022 sur OCS. Elle reste inédite dans les autres pays francophones.

## Synopsis
À l'age de 6 ans, Clare rencontre Henry, le futur amour de sa vie - et qui, en tant que voyageur temporel, vient en fait du futur.
Quatorze ans plus tard, lorsqu'une belle rousse se promène dans la bibliothèque où Henry travaille en prétendant non seulement l'avoir connu toute sa vie mais être sa future épouse, une romance magique s'ensuit, aussi tentaculaire et compliquée que les tentatives d'Henry d'expliquer son "état"…

## Distribution

### Acteurs principaux
- Rose Leslie (VF : Karine Foviau) : Clare Abshire
  - Everleigh McDonell (VF : Bianca Tomassian) : Clare jeune
  - Caitlin Shorey (VF : Bianca Tomassian) : Clare petite
- Theo James (VF : Anatole de Bodinat) : Henry DeTamble
  - Jason David (VF : Cécile Gatto) : Henry jeune
  - Brian Altemus (VF : Cécile Gatto) : Henry petit

### Acteurs récurrents
- Desmin Borges (en) (VF : Antoine Schoumsky) : Gomez
- Natasha Lopez (VF : Valérie Bescht) : Charisse
- Michael Park (en) (VF : François Delaive) : Philip Abshire
- Jaime Ray Newman (VF : Laurence Bréheret) : Lucille Abshire
- Taylor Richardson (VF : Alice Orsat) : Alicia Abshire
- Peter Graham : Mark Abshire
  - Finn Brown : Mark Abshire jeune
- Kate Siegel (VF : Jessica Monceau) :  Annette DeTamble
- Josh Stamberg (VF : Serge Faliu) : Richard DeTamble
- Chelsea Frei (en) (VF : Olivia Luccioni) : Ingrid
- Marcia DeBonis (VF : Marie-Madeleine Burguet-Le Doze) : Nell
- Will Brill (en) : Ben
- Spencer House (VF : Donald Reignoux) : Jason

Version française
- Société de doublage française : Dubbing Brothers
- Direction artistique : Marie-Laure Beneston
- Adaptation : Adèle Masquelier

 Source et légende : version française (VF) sur RS Doublage

## Production
Le 31 juillet 2018, il a été annoncé que HBO commande la production de la série. La série devrait être écrite par Steven Moffat, basée sur le roman du même nom d'Audrey Niffenegger, qui devrait également être productrice exécutive aux côtés de Sue Vertue et Brian Minchin. Les sociétés de production impliquées dans la série incluent Hartswood Films et Warner Bros. Television.
En février 2021, Rose Leslie et Theo James ont été choisis pour les principauxrôles de la série. En avril 2021, Desmin Borges et Natasha Lopez ont rejoint la distribution principale. En mai 2021, Caitlin Shorey, Everleigh McDonnell, Michael Park, Jaime Ray Newman, Taylor Richardson, Peter Graham, Brian Altemus, Jason David, Kate Siegel, Josh Stamberg, Chelsea Frei, Marcia DeBonis, Will Brill et Spencer House ont rejoint la distribution de la série. Le tournage de la série a commencé en mai à New York et s'est terminé en octobre avec un tournage également à Chicago. David Nutter a réalisé les six épisodes.
Le 1er juillet 2022, la série est annulée.

## Épisodes
Les épisodes, sans titre, sont numéroté de un à six.

## Accueil

### Réception critique
La série est notée 3,9 sur 5 par les téléspectateurs sur le site d'allociné.